# علم الوقف والابتداء
علم معرفة الوقف والابتداء في القرآن الكريم يعالج جانبا مهما في أداء العبارة القرآنية؛ فهو يوضح كيف يبدأ وأين ينتهي القارئ لآي القرآن الكريم، بما يتفق مع وجوه التفسير، واستقامة المعنى، وصحة اللغة.
وهو علم يستعان به على فهم القرآن، والغوص على درره وكنوزه، وتتضح به الوقوف التامة، والكافية والحسان؛ فتظهر للسامع المتأمل والقارئ المتدبر المعاني على أكمل وجوهها وأصحها، وأقربها لمأثور التفسير، ومعاني لغة العرب؛ فإن اعتماد علماء الوقف والابتداء في وضع الوقوف وتفصيلها، وبيان وجوهها مبني على النظر في معاني الآيات، وكلامهم في المعاني.
والأصل فيه قول ابن عمر: لقد عشنا برهة من دهرنا وإن أحدنا لَيُؤتَى الإيمان قبل القرآن، وتنزل السورة على محمد صلى الله عليه وسلم فنتعلم حلالها وحرامها، وما ينبغي أن يوقف عنده منها، كما تتعلمون أنتم القرآن اليوم، ولقد رأينا اليوم رجالًا يؤتى أحدهم القرآن قبل الإيمان، فيقرأ ما بين فاتحته إلى خاتمته ما يدري ما آمره ولا زاجره، ولا ما ينبغي أن يوقف عنده منه.

## تعريفه
هذا العلم يختص بظاهرة الوقف والابتداء، وهو من جوانب أداء العبارة القرآنية، فهو يوضح كيف وأين يجب أن ينتهي القارئ لآي القرآن الكريم، بما يتفق مع وجوه التفسير، واستقامة المعنى، وصحة اللغة، وما تقتضيه علومها من نحوٍ وصرفٍ ولغةٍ، حتى يستتم القارئ الغرض كله من قراءته، فلا يخرج على وجه مناسب من التفسير والمعنى من جهة، ولا يخالف وجوه اللغة، وسبل أدائها التي تُعين على أداء ذلك التفسير والمعنى، وبهذا يتحقق الغرض الذي من أجله يقرأ القرآن؛ ألا وهو الفهم والإدراك.

## أهميته
من خلال علم الوقف والابتداء يعرف كيف أداء القرآن، ويترتب على ذلك فوائد كثيرة واستنباطات غزيرة، وبه تتبين معاني الآيات، ويؤمَن الاحتراز عن الوقوع في المشكلات.
والأصل فيه قول ابن عمر: لقد عشنا برهة من دهرنا وإن أحدنا لَيُؤتَى الإيمان قبل القرآن، وتنزل السورة على محمد صلى الله عليه وسلم فنتعلم حلالها وحرامها، وما ينبغي أن يوقف عنده منها، كما تتعلمون أنتم القرآن اليوم، ولقد رأينا اليوم رجالًا يؤتى أحدهم القرآن قبل الإيمان، فيقرأ ما بين فاتحته إلى خاتمته ما يدري ما آمره ولا زاجره، ولا ما ينبغي أن يوقف عنده منه.

## ضوابط الوقف والابتداء
- كل ما في القرآن من "الذي" و"الذين" يجوز فيه الوصل بما قبله نعتًا، والقطع على أنه خبر، إلا في سبعة مواضع، فإنه يتعين الابتداء بها:

1. سورة البقرة، في قولة تعالى: ﴿الَّذِينَ آتَيْنَاهُمُ الْكِتَابَ يَتْلُونَهُ حَقَّ تِلَاوَتِهِ﴾.[7]
2. سورة البقرة، في قولة تعالى: ﴿الَّذِينَ آتَيْنَاهُمُ الْكِتَابَ يَعْرِفُونَهُ كَمَا يَعْرِفُونَ أَبْنَاءَهُمْ﴾.[8]
3. سورة الأنعام، في قولة تعالى: ﴿الَّذِينَ آتَيْنَاهُمُ الْكِتَابَ يَعْرِفُونَهُ كَمَا يَعْرِفُونَ أَبْنَاءَهُمُ﴾.[9]
4. سورة البقرة، في قولة تعالى: ﴿الَّذِينَ يَأْكُلُونَ الرِّبَا﴾.[10]
5. سورة التوبة، في قولة تعالى: ﴿الَّذِينَ آمَنُوا وَهَاجَرُوا وَجَاهَدُوا﴾.[11]
6. سورة الفرقان، في قولة تعالى: ﴿الَّذِينَ يُحْشَرُونَ﴾.[12]
7. سورة غافر، في قولة تعالى: ﴿الَّذِينَ يَحْمِلُونَ الْعَرْشَ﴾.[13]
8. سورة الناس، في قولة تعالى: ﴿الَّذِي يُوَسْوِسُ﴾[14]، يجوز أن يقف القارئ على الموصوف ويبتدئ بــــ: "الذي" إن حملته على القطع، بخلاف ما إذا جعلته صفة، وقيل الصفة إن كانت للاختصاص امتنع الوقف على موصوفها دونها، وإن كانت للمدح جاز، لأن عاملها في المدح غير عامل الموصوف.

- الوقف على المستثنى منه دون المستثنى إن كان منقطعًا فيه مذاهب:[15]

1. الجواز مطلقًا: لأنه في معنى مبتدأ حُذِف خبره للدلالة عليه.
2. المنع مطلقًا: لاحتياجه إلى ما قبله لفظًا، لأنه لم يعهد استعمال "إلا" وما في معناها إلا متصلة بما قبلها، ومعنًى، لأن ما قبلها مشعر بتمام الكلام في المعنى.
3. التفصيل: فإن صرح بالخبر جاز، لاستقلال الجملة واستغنائها عما قبلها، وإن لم يصرح به فلا، لافتقارها، قاله ابن الحاجب في أمالي الوقف على الجملة الندائية جائز، كما نقله ابن الحاجب عن المحققين، لأنها مستقلة، وما بعدها جملة أخرى، وإن كانت الأولى تتعلق بها.

- كل ما في القرآن من القول لا يجوز الوقف عليه، لأن ما بعده حكايته، قاله الجويني في تفسيره "كلا" في القرآن في ثلاثة وثلاثين موضعًا، منها سبعة للردع اتفاقًا، فيوقف عليها، وذلك مثل:

1. سورة مريم: في قولة تعالى: ﴿عَهْدًا * كَلَّا﴾.[16]
2. سورة مريم: في قولة تعالى: ﴿عِزًّا * كَلَّا﴾.[17]
3. سورة الشعراء: في قولة تعالى: ﴿أَنْ يَقْتُلُونِ * قَالَ كَلَّا﴾.[18]
4. سورة الشعراء: في قولة تعالى: ﴿إِنَّا لَمُدْرَكُونَ * قَالَ كَلَّا﴾.[19]
5. سورة سبأ: في قولة تعالى: ﴿شُرَكَاءَ كَلَّا﴾.[20]
6. سورة المدثر: في قولة تعالى: ﴿أَنْ أَزِيدَ * كَلَّا﴾.[21]
7. سورة القيامة: في قولة تعالى: ﴿أَيْنَ الْمَفَرُّ * كَلَّا﴾.[22]

- "بلى" في القرآن في اثنين وعشرين موضعاً وهي ثلاثة أقسام:

الأول: ما لا يجوز الوقف عليها إجماعا لتعليق ما بعدها بما قبلها وهو سبعة مواضع:
1. سورة الأنعام: في قولة تعالى: ﴿بَلَى وَرَبِّنَا﴾.[23]
2. سورة النحل: في قولة تعالى: ﴿بَلَى وَعْدًا عَلَيْهِ حَقًّا ﴾.[24]
3. سورة سبأ: في قولة تعالى: ﴿قُلْ بَلَى وَرَبِّي لَتَأْتِيَنَّكُمْ ﴾.[25]
4. سورة الزمر: في قولة تعالى: ﴿ بَلَى قَدْ جَاءَتْكَ ﴾.[26]
5. سورة الأحقاف: في قولة تعالى: ﴿ بَلَى وَرَبِّنَا ﴾.[27]
6. سورة التغابن: في قولة تعالى: ﴿ قُلْ بَلَى وَرَبِّي ﴾.[28]
7. سورة القيامة: في قولة تعالى: ﴿ بَلَى قَادِرِينَ ﴾.[29]

الثاني: ما فيه خلاف والاختيار المنع وذلك خمسة مواضع:
1. سورة البقرة: في قولة تعالى: ﴿ بَلَى وَلَكِنْ لِيَطْمَئِنَّ قَلْبِي ﴾.[30]
2. سورة الزمر: في قولة تعالى: ﴿ بَلَى وَلَكِنْ حَقَّتْ ﴾.[31]
3. سورة الزخرف: في قولة تعالى: ﴿ بَلَى وَرُسُلُنَا ﴾.[32]
4. سورة الحديد: في قولة تعالى: ﴿ قَالُوا بَلَى ﴾.[33]
5. سورة تبارك: في قولة تعالى: ﴿ قَالُوا بَلَى قَدْ جَاءَنَا ﴾.[34]

الثالث: ما الاختيار جواز الوقف عليها وهو العشرة الباقية.
- "نعم" في القرآن في مواضع:

1. سورة الأعراف: في قولة تعالى: ﴿ قَالُوا نَعَمْ فَأَذَّنَ ﴾[35]، والمختار الوقف عليها، لأن ما بعدها غير متعلق بما قبلها، إذ ليس من قول أهل النار، "والبواقي فيها".
2. سورة الشعراء: في قولة تعالى: ﴿ قَالَ نَعَمْ وَإِنَّكُمْ إِذًا لَمِنَ الْمُقَرَّبِينَ ﴾.[36]
3. سورة الصافات: في قولة تعالى: ﴿ قُلْ نَعَمْ وَأَنْتُمْ دَاخِرُونَ ﴾[37]، والمختار لا يوقف عليها، لتعلق ما بعدها بما قبلها، لاتصاله بالقول[38].

## تطبيقات الوقف والابتداء
الابتداء لا يكون إلا اختياريًّا، لأنه ليس كالوقف تدعو إليه ضرورة، فلا يجوز إلا بمستقل بالمعنى، موفٍّ بالمقصود، وهو في أقسامه كأقسام الوقف الأربعة، وتتفاوت تمامًا وكفاية، وحسنًا وقبحًا، بحسب التمام وعدمه، وفساد المعنى وإحالته نحو الوقف مثل:
- قولة تعالى: {وَمِنَ النَّاسِ مَن يَقُولُ آمَنَّا بِاللّهِ وَبِالْيَوْمِ الآخِرِ وَمَا هُم بِمُؤْمِنِين}[40]، فإن الابتداء بــــ{النَّاسِ}[40]، قبيح، وبـ {آمَنَّا}[40]، تام، فلو وقف على{مَن يَقُولُ}[40]، كان الابتداء بـ: {يَقُولُ}[40]، أحسن من الابتداء بـ: {مَن}.[40]
- وكذا الوقف على: ﴿خَتَمَ اللَّهُ﴾[41]، قبيح، والابتداء بـ "الله" أقبح، وبــ "ختم" كافٍ.
- والوقف على: ﴿عُزَيْرٌ ابْنُ اللَّهِ﴾[42]، وقولة تعالى: ﴿الْمَسِيحُ ابْنُ اللَّهِ﴾[42]، قبيح، والابتداء بابن قبيح، وبعُزَير والمسيح أشد قبحًا،لو وقف على قولة تعالى: ﴿ مَا وَعَدَنَا اللَّهُ ﴾[43]، ضرورة، كان الابتداء بالجلالة قبيحًا، وبـ: "وعدنا" أقبح منه، وبـ: "ما" أقبح منهما.

وقد يكون الوقف حسنًا، والابتداء به قبيحًاً مثل:
- قوله تعالى: ﴿يُخْرِجُونَ الرَّسُولَ وَإِيَّاكُمْ﴾[44]، الوقف عليه حسن، والابتداء به قبيح، لفساد المعنى، إذ يصير تحذيرًا من الإيمان

بالله.
وقد يكون الوقف قبيحًا، والابتداء جيدًا مثل:
- قوله تعالى: ﴿مَنْ بَعَثَنَا مِنْ مَرْقَدِنَا هَذَا﴾[46]، الوقف على "هذا" قبيح، لفصله بين المبتدأ وخبره، ولأنه يوهم أن الإشارة إلى المرقد، والابتداء بـ: "هذا" كافٍ، أو تام لاستئنافه.[47][48]

## نماذج من الوقف والابتداء في القرآن
قال محمد بن سعدان الضرير: باب (لا) مع الأسماء (المخفوضة)
- فمن ذلك قول الله عز وجل: {مُبَارَكَةٍ زَيْتُونَةٍ لَا شَرْقِيَّةٍ وَلَا غَرْبِيَّةٍ} [سورة النور، الآية: 35] لا يوقف على (لا)؛ لأن (لا) مع ما بعدها بمنزلة الحرف الواحد.
- ألا ترى أنك تقول: مررت بلا مُحْسنٍ ولا مُجْمِلٍ، فيحملهما الخافض؟ ولو لم يكونا حرفًا واحدًا لما حملهما الخافض.
- وكذلك قوله تعالى: {انْطَلِقُوا إِلَى ظِلٍّ ذِي ثَلَاثِ شُعَبٍ (30) لَا ظَلِيلٍ وَلَا يُغْنِي مِنَ اللَّهَبِ (31)} [سورة المرسلات، الآية: 30، 31]، لا تقف على (لا) والوقف على ما بعدها، وكذلك: {لَا بَارِدٍ وَلَا كَرِيمٍ} [سورة الواقعة، الآية: 44] مثله.